# André Carrel
André Carrel, né André Hochschiller dans le 17e arrondissement de Paris le 12 août 1917 et mort le 17 décembre 2011 à Bagnolet, est un journaliste, militant communiste et résistant français. Il est rédacteur en chef de L'Humanité Dimanche de 1957 à 1981.

## Biographie
Fils d'un journaliste qui fut après la Première Guerre mondiale secrétaire général du Comité des forges, André Hochschiller subit l'influence de sa mère proche des milieux communistes et adhère aux Jeunesses communistes de France en 1933, puis au Parti communiste l'année suivante. En 1936, il fait ses débuts journalistiques au Peuple, journal de la CGT. Cet organe de presse était avant 1936 le quotidien des « confédérés ». À partir de 1936, c'est l'Organe officiel de la Confédération générale du travail. André Hoschiller apprend le métier au côté de Maurice Harmel, journaliste d'expérience, qui avait été un des fondateurs de La Vie ouvrière.

Résistant durant l'Occupation, il adopte son pseudonyme « André Carrel ». Il est membre du Comité parisien de Libération à partir de l'automne 1943 et, lors de la Libération, il est avec André Tollet un des personnages importants de l'insurrection parisienne en août 1944.

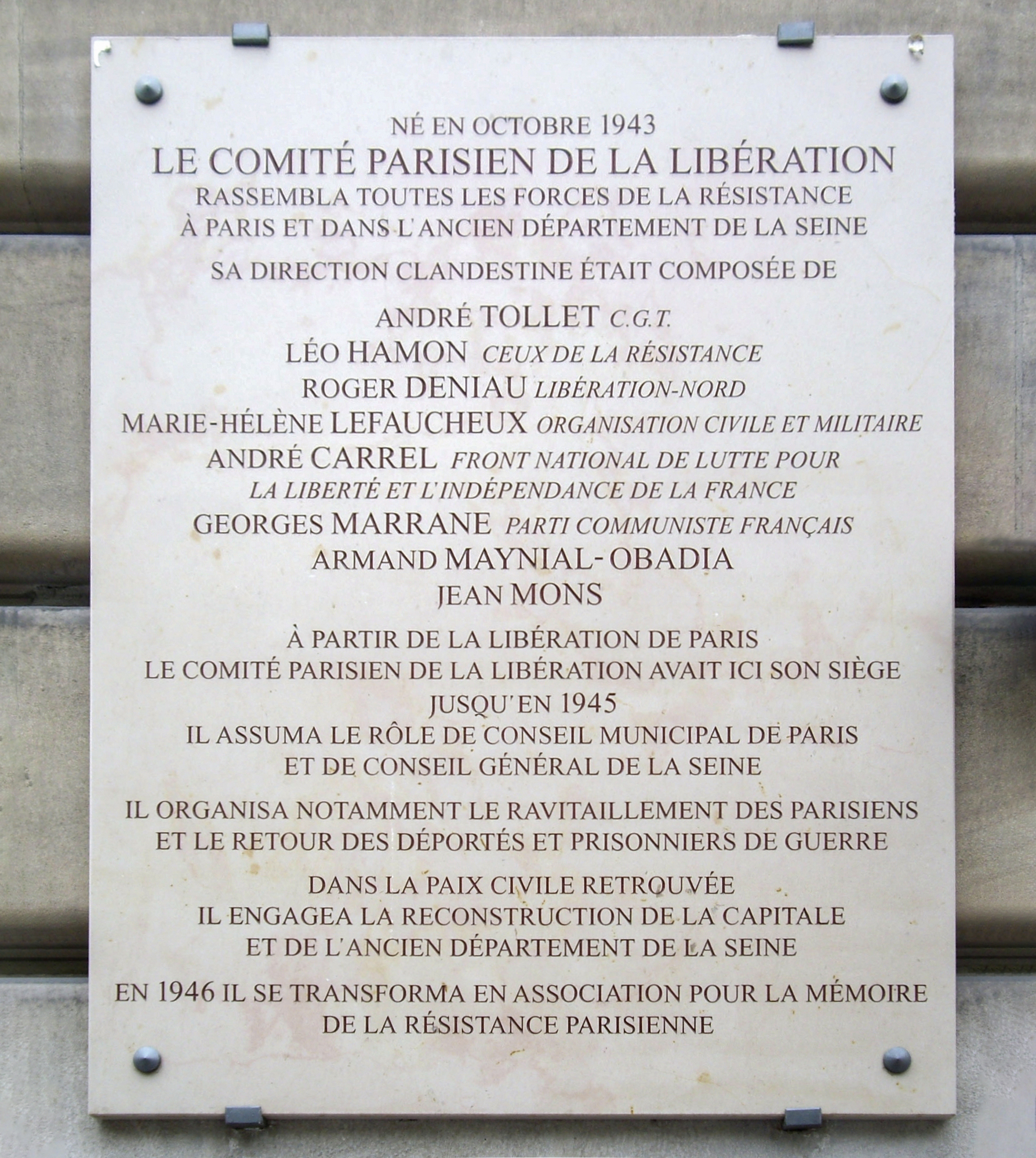
Plaque en mémoire du Comité parisien de la Libération au no 3 de le rue du Château-d'Eau à Paris.

 Jusqu'en avril 1945, il participe à la nouvelle administration de la capitale. Bien qu'élu conseiller municipal lors des élections d'avril 1945, il ne persiste pas dans une carrière politique et reprend son activité de journaliste dans la presse communiste. Après avoir été, brièvement, rédacteur en chef du quotidien Front national, organe du mouvement de résistance au même nom (octobre 1945), il entre à l'Humanité à la fin de l'année 1946.
André Carrel est à partir de 1957 rédacteur en chef de L'Humanité Dimanche. Il le reste jusqu'en 1981. De 1985 à 1998, il est président directeur général de la société éditrice de l'Humanité.
Le 14 juillet 1995, il est promu officier de la Légion d'honneur, pour son activité de résistant.
Il était président d'honneur de l'Association des Amis du Musée de la Résistance nationale.

## Œuvres
- André Carrel, L'Huma, Paris, Éditions Messidor / L'Humanité, 1989, 174 p. (ISBN 2-209-06151-2), avant-propos de Oscar Niemeyer, postface de Roland Leroy.
- André Carrel, Mes humanités : itinéraire d'un homme engagé, Paris, L'Œil d'or, coll. « Memoires et miroirs », 2009, 285 p. (ISBN 978-2913661301), avant-propos de Raymond Aubrac

## Décorations
- Officier de la Légion d'honneur (1995)[6]
- Médaille de la Résistance française avec rosette (décret du 3 août 1946)[7]

## Sources, notes et références
- Dictionnaire biographique du mouvement ouvrier français mouvement social, volume 3 notice André Carrel, éditions de l'atelier

1. ↑  État civil sur le fichier des personnes décédées en France depuis 1970
2. ↑  Annie Burger-Roussenac, « Notice CARREL André [HOSCHILLER André, dit] », sur maitron.fr.
3. ↑  Caroline Constant, « André Carrel, à l’avant-poste de la libération de Paris », sur L'Humanité, 25 août 2024.
4. ↑  Le Peuple à la une, éditions Le Peuple, Montreuil, 1995.
5. ↑  « Alfred Gerson relaie André Carrel », sur humanite.fr, 27 juin 1998 (consulté le 6 avril 2018).
6. 1 2  Claude Baudry, « Presse et Résistance, les deux vies d’André Carrel », sur humanite.fr, 19 décembre 2011 (consulté le 6 avril 2018).
7. ↑  Ordre de la Libération - base des médaillés de la Résistance française, « Fiche André Hoschiller, alias André Carrel » (consulté le 12 janvier 2024)